# زبان آکپا
زبان آکپا (آکْوِیا) یک زبان ایدومویدی است که در اُهیمنی و اوتوکپو، در ایالت بنوئه، در مرکز نیجریه بدان صحبت می‌شود.